# James W. Owens
James W. Owens (* 26. Oktober 1838 im Franklin County, Indiana; † 30. März 1900 in Newark, Ohio) war ein US-amerikanischer Politiker. Zwischen 1889 und 1893 vertrat er den Bundesstaat Ohio im US-Repräsentantenhaus.

## Werdegang
Im Jahr 1862 absolvierte James Owens die Miami University in Oxford (Ohio). Zu Beginn des Bürgerkrieges diente er in verschiedenen Einheiten im Heer der Union, in dem er bis zum Hauptmann aufstieg. Nach einem anschließenden Jurastudium in den Jahren 1864 und 1864 an der University of Michigan in Ann Arbor und seiner 1865 erfolgten Zulassung als Rechtsanwalt begann er in Newark in diesem Beruf zu arbeiten. In den Jahren 1867 und 1869 wurde er zum Staatsanwalt im dortigen Licking County gewählt. Gleichzeitig schlug er als Mitglied der Demokratischen Partei eine politische Laufbahn ein. Von 1875 bis 1879 war er Mitglied und Präsident des Staatssenats. Zwischen 1878 und 1896 fungierte er auch als Kuratoriumsmitglied der Miami University.
Bei den Kongresswahlen des Jahres 1888 wurde Owens im 16. Wahlbezirk von Ohio in das US-Repräsentantenhaus in Washington, D.C. gewählt, wo er am 4. März 1889 die Nachfolge von Beriah Wilkins antrat. Nach einer Wiederwahl als Nachfolger von Charles Preston Wickham im 14. Distrikt konnte er bis zum 3. März 1893 zwei Legislaturperioden im Kongress absolvieren. Ab 1891 war er Vorsitzender des Ausschusses zur Kontrolle der Ausgaben des Innenministeriums. Im Jahr 1892 verzichtete er auf eine weitere Kandidatur.
Nach dem Ende seiner Zeit im US-Repräsentantenhaus praktizierte James Owens wieder als Anwalt. Er starb am 30. März 1900 in Newark, wo er auch beigesetzt wurde.